# Omalodes binodulus
Omalodes binodulus är en skalbaggsart som först beskrevs av Lewis 1910.  Omalodes binodulus ingår i släktet Omalodes och familjen stumpbaggar. Inga underarter finns listade i Catalogue of Life.